# Triphora
Triphora é um género botânico pertencente à família das orquídeas (Orchidaceae). Foi proposto por Nuttall, publicado em The Genera of North American Plants 2: 192-193, em 1818. Seu lectótipo, Triphora pendula Nutt., foi designado por L.K.G.Pfeiffer, em 1874, publicado em Nom. 2: 1484, hoje considerada sinônimo da Triphora trianthophora (Sw.) Rydb., originalmente descrita como Pogonia mexicana S.Watson. O nome vem do grego tri, três, e phora, que sustenta.

## Distribuição
O gênero é composto por quase vinte espécies de ervas humícolas, eventualmente saprófitas, de matas sombrias, algumas anteriormente submetidas ao gênero Pogonia, que existem desde as matas dos Estados Unidos até as do Brasil meridional, e Argentina, bem como em algumas ilhas do Caribe.

## Descrição
Suas espécies distingüem-se, quando humícolas, por apresentarem pequenas folhas muito delgadas, esguias e verdes, alternadas e bastante espaçadas em seu caule, carnoso ou delgado; quando saprófitas as folhas em regra são completamente atrofiadas ou reduzidas a escamas, a planta alaranjada ou avermelhada;  geralmente bem pequenas, algumas medindo apenas três centímetros de altura quando floridas, as espécies maiores atingindo 25 centímetros.
A inflorescência é axilar, em regra com uma única pequena flor, mas cinco ou seis flores agregadas na extremidade superior no caso da Triphora hassleriana.
As flores lembram muito as de Psilochilus e algumas pequenas Cleistes. As estreitas sépalas e pétalas são parecidas, lisas, medem cerca de quinze milímetros de comprimento e pouco se abrem. O labelo é liso, séssil, em regra trilobado, raro inteiro, apresentando carena longitudinal no disco, e margens franjadas. A coluna é semi roliça, engrossada para a extremidade.

## Espécies
1. Triphora amazonica Schltr., Beih. Bot. Centralbl. 42(2): 75 (1925).
2. Triphora carnosula (Rchb.f.) Schltr., Beih. Bot. Centralbl. 42(2): 76 (1925).
3. Triphora craigheadii Luer, Brittonia 18: 243 (1966).
4. Triphora debilis (Schltr.) Schltr., Repert. Spec. Nov. Regni Veg. 17: 139 (1921).
5. Triphora duckei Schltr., Beih. Bot. Centralbl. 42(2): 75 (1925).
6. Triphora foldatsii Carnevali, Ernstia 22: 10 (1984).
7. Triphora gentianoides (Sw.) Nutt. ex Ames & Schltr. in O.Ames, Orchidaceae 7: 5 (1922).
8. Triphora hassleriana (Cogn. ex Chodat & Hassl.) Schltr., Beih. Bot. Centralbl. 42(2): 76 (1925).
9. Triphora heringeri Pabst, Anais Congr. Soc. Bot. Brasil 15: 110 (1967).
10. Triphora miserrima (Cogn.) Acuña, Bol. Estaçión Exp. Agron. Santiago de las Vegas 60: 18 (1938 publ. 1939).
11. Triphora nitida (Schltr.) Schltr., Repert. Spec. Nov. Regni Veg. 17: 139 (1921).
12. Triphora pusilla (Rchb.f. & Warm.) Schltr., Beih. Bot. Centralbl. 42(2): 76 (1925).
13. Triphora ravenii (L.O.Williams) Garay, Bot. Mus. Leafl. 26: 3 (1978).
14. Triphora santamariensis Portalet, Bol. CAOB 62: 60 (2006).
15. Triphora surinamensis (Lindl. ex Benth.) Britton, Sci. Surv. Porto Rico & Virgin Islands 5: 184 (1924).
16. Triphora trianthophora (Sw.) Rydb. in N.L.Britton, Man. Fl. N. States: 298 (1901).
17. Triphora uniflora A.W.C.Ferreira, Baptista & Pansarin. Acta Bot. Brasil. 24(1): 289. (2010)
18. Triphora wagneri Schltr., Repert. Spec. Nov. Regni Veg. 17: 139 (1921).
19. Triphora yucatanensis Ames, Orchidaceae 7: 39 (1922).